# European Challenge Cup 2003-04
La European Rugby Challenge Cup 2003-2004 fue la octava temporada  de la European Rugby Challenge Cup, la segunda competición de rugby union por clubes de los países integrantes del Torneo de las Seis Naciones, y algún que otro participante de otros países.

## Partidos

### Fase 1
| Clasificado       | Puntos | Puntaje agregado | Diferencia de puntos | Clasificado al Shield |
| ----------------- | ------ | ---------------- | -------------------- | --------------------- |
| Bath              | 4 – 0  | 125 – 11         | 114                  | L'Aquila              |
| Montferrand       | 4 – 0  | 113 – 3          | 110                  | Leonessa              |
| Saracens          | 4 – 0  | 127 – 18         | 109                  | Rugby Roma            |
| Castres Olympique | 4 – 0  | 128 – 24         | 104                  | Rovigo                |
| Newcastle Falcons | 4 – 0  | 137 – 37         | 100                  | Valladolid RAC        |
| NEC Harlequins    | 4 – 0  | 94 – 21          | 73                   | El Salvador           |
| Grenoble          | 4 – 0  | 76 – 16          | 60                   | Gran Parma            |
| Glasgow           | 4 – 0  | 68 – 24          | 44                   | Montpellier           |
| Colomiers         | 4 – 0  | 75 – 32          | 43                   | Petrarca Padova       |
| Narbonne          | 4 – 0  | 52 – 23          | 29                   | Rotherham             |
| Pau               | 4 – 0  | 58 – 34          | 24                   | Overmach Parma        |
| Brive             | 2 – 2  | 61 – 41          | 20                   | Viadana               |
| London Irish      | 2 – 2  | 62 – 54          | 8                    | Montauban             |
| Connacht          | 2 – 2  | 29 – 23          | 6                    | Béziers               |

### Fase 2
| Clasificado    | Puntos | Puntaje agregado | Diferencia de puntos | Eliminado         |
| -------------- | ------ | ---------------- | -------------------- | ----------------- |
| NEC Harlequins | 4 – 0  | 79 – 25          | 54                   | Montauban         |
| Béziers        | 4 – 0  | 43 – 23          | 20                   | Grenoble          |
| Bath           | 4 – 0  | 58 – 42          | 16                   | Colomiers         |
| Connacht       | 2 – 2  | 35 – 17          | 18                   | Pau               |
| Narbonne       | 2 – 2  | 42 – 30          | 12                   | London Irish      |
| Brive          | 2 – 2  | 58 – 48          | 10                   | Castres Olympique |
| Montferrand    | 2 – 2  | 28 – 23          | 5                    | Newcastle Falcons |
| Saracens       | 2 – 2  | 42 – 39          | 3                    | Glasgow           |

### Cuartos de final
| Clasificado    | Puntos | Puntaje agregado | Diferencia de puntos | Eliminado |
| -------------- | ------ | ---------------- | -------------------- | --------- |
| Connacht       | 4 – 0  | 43 – 28          | 15                   | Narbonne  |
| NEC Harlequins | 2 – 2  | 61 – 44          | 17                   | Brive     |
| Bath           | 2 – 2  | 45 – 31          | 14                   | Béziers   |
| Montferrand    | 2 – 2  | 40 – 28          | 12                   | Saracens  |

### Semifinal
| Clasificado    | Puntos | Puntaje agregado | Diferencia de puntos | Eliminado |
| -------------- | ------ | ---------------- | -------------------- | --------- |
| NEC Harlequins | 2 – 2  | 49 – 45          | 4                    | Connacht  |
| Montferrand    | 2 – 2  | 53 – 51          | 2                    | Bath      |

### Final
| 22 de mayo | ASM Clermont Auvergne | 26 - 27 | Harlequins | Madejski Stadium,               |  |
|            |                       |         |            | Asistencia: 13.123 espectadores |  |

| Bandera de Inglaterra |
| Campeón Harlequins    |
| Segundo título        |